# Can Sala (Montornès del Vallès)
Can Sala és una masia de Montornès del Vallès (Vallès Oriental) protegida com a Bé Cultural d'Interès Local.

## Descripció
Edifici format per diferents cossos. L'edifici principal, de planta basilical, és de dues plantes amb golfes i té coberta a dues vessants.
La façana principal té diverses obertures, entre finestres i balcons, de llinda plana. La porta principal està lleugerament desplaçada a la dreta. Actualment, la façana té el parament arrebossat i pintat i no podem distingir bé l'obra. Sota el carener, hi ha un rellotge de sol, el qual està format per un mosaic de rajoles pintades i on hi surt representat el conec pagès Bartomeu Sala amb una forca a la mà, envoltat en una sanefa de motius vegetals en blau.

## Història
L' actual masia de can Sala és el resultat d'una reforma, probablement del segle xix.
L'origen d'aquest mas es pot datar del segle xv, doncs es coneix el nom de Can Sala en la documentació d'aquests període. Així consta als fogatges de 1497 i de 1553 conservats a l'Arxiu de la Corona d'Aragó. La pervivència centenària del nom Sala fa pensar en la possible relació de la casa amb el cabdill remença Bartomeu Sala, nascut al mateix municipi.
Les masies del barri del Castell formaven part de la propietat de can Sala. Tota aquesta zona es coneixia com el Pedregar de Can Sala per l'abundància de la pedra licorella a la zona.